# Gare de Carhaix
La gare de Carhaix est une gare ferroviaire française de la ligne de Guingamp à Carhaix, située dans la commune de Carhaix-Plouguer dans le département du Finistère en région Bretagne.
Gare de la Société nationale des chemins de fer français (SNCF) elle est desservie par des trains TER Bretagne.

## Situation ferroviaire
Ancien nœud ferroviaire du Réseau breton, la gare de Carhaix est située au point kilométrique 557,990 de la ligne de Guingamp à Carhaix. 
Les lignes de Carhaix à Châteaulin, de Carhaix à Rosporden, de Carhaix à Loudéac, de Carhaix à Morlaix et de Châteaulin à Camaret, appartenant toutes au Réseau breton, sont aujourd'hui fermées.

## Histoire
Située au centre de la Bretagne, la gare de Carhaix devient, au début du XXe siècle le cœur du Réseau breton et l'une des plus grandes gares de voie métrique en Europe. 
Le choix du site s'est porté sur le lieu-dit de Kerampest à l'est de la ville. Les travaux de la gare ont eu lieu de 1889 à 1891. Après l'ouverture de la ligne de Carhaix à Morlaix le 28 septembre 1891, elle devient le centre du réseau, point de rencontre de cinq lignes.
Depuis la réorganisation du Réseau breton en 1967, toutes les lignes partant de la gare de Carhaix ont été fermées à l'exception de celle reliant Guingamp, convertie à cette occasion à l'écartement normal: 1,435 m.

Gare de Carhaix
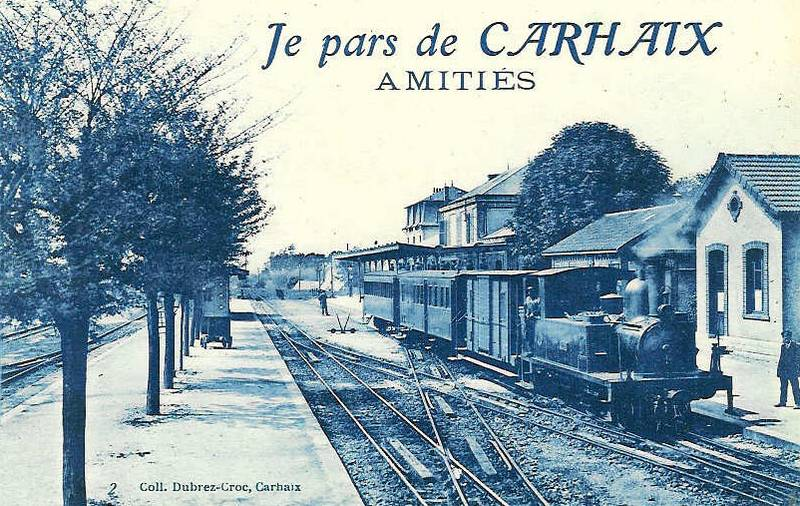
La gare en 1900
Plan de la gare en 1925
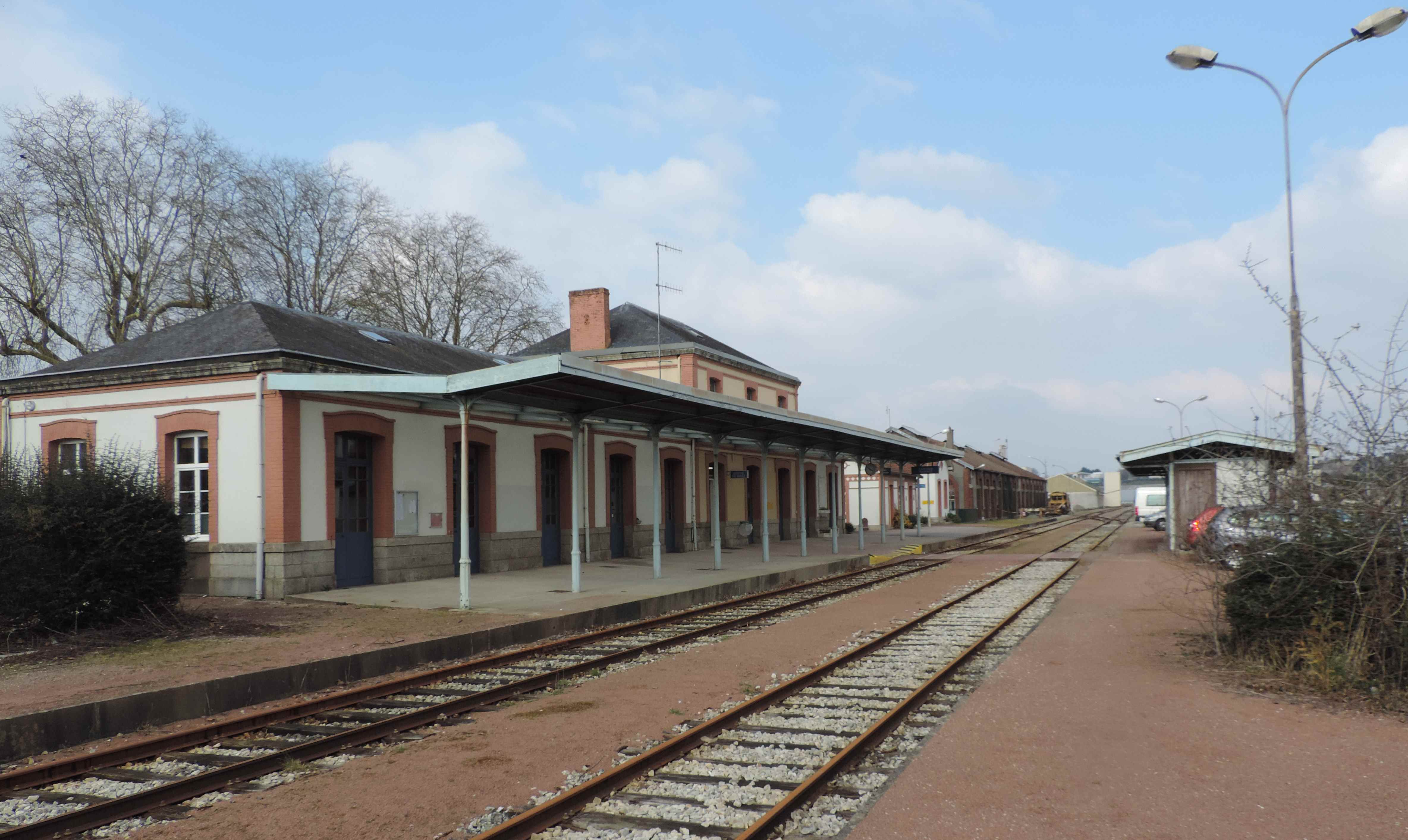
Quais de la gare.

## Fréquentation
Selon les estimations de la SNCF, la fréquentation annuelle de la gare figure dans le tableau ci-dessous.
| Année               | 2015   | 2016   | 2017   | 2018   | 2019   | 2020   | 2021   | 2022   | 2023   |
| ------------------- | ------ | ------ | ------ | ------ | ------ | ------ | ------ | ------ | ------ |
| Nombre de voyageurs | 65 011 | 60 746 | 59 810 | 44 750 | 34 270 | 29 538 | 43 661 | 59 351 | 63 836 |

## Service des voyageurs

### Accueil
Gare SNCF, elle dispose d'un bâtiment voyageurs avec guichets ouverts tous les jours. Un parking pour les véhicules est aménagé.

### Desserte
Carhaix est desservie par des trains TER Bretagne qui circulent sur la ligne 25b, entre la gare de Carhaix et la gare de Guingamp.

Installation et desserte
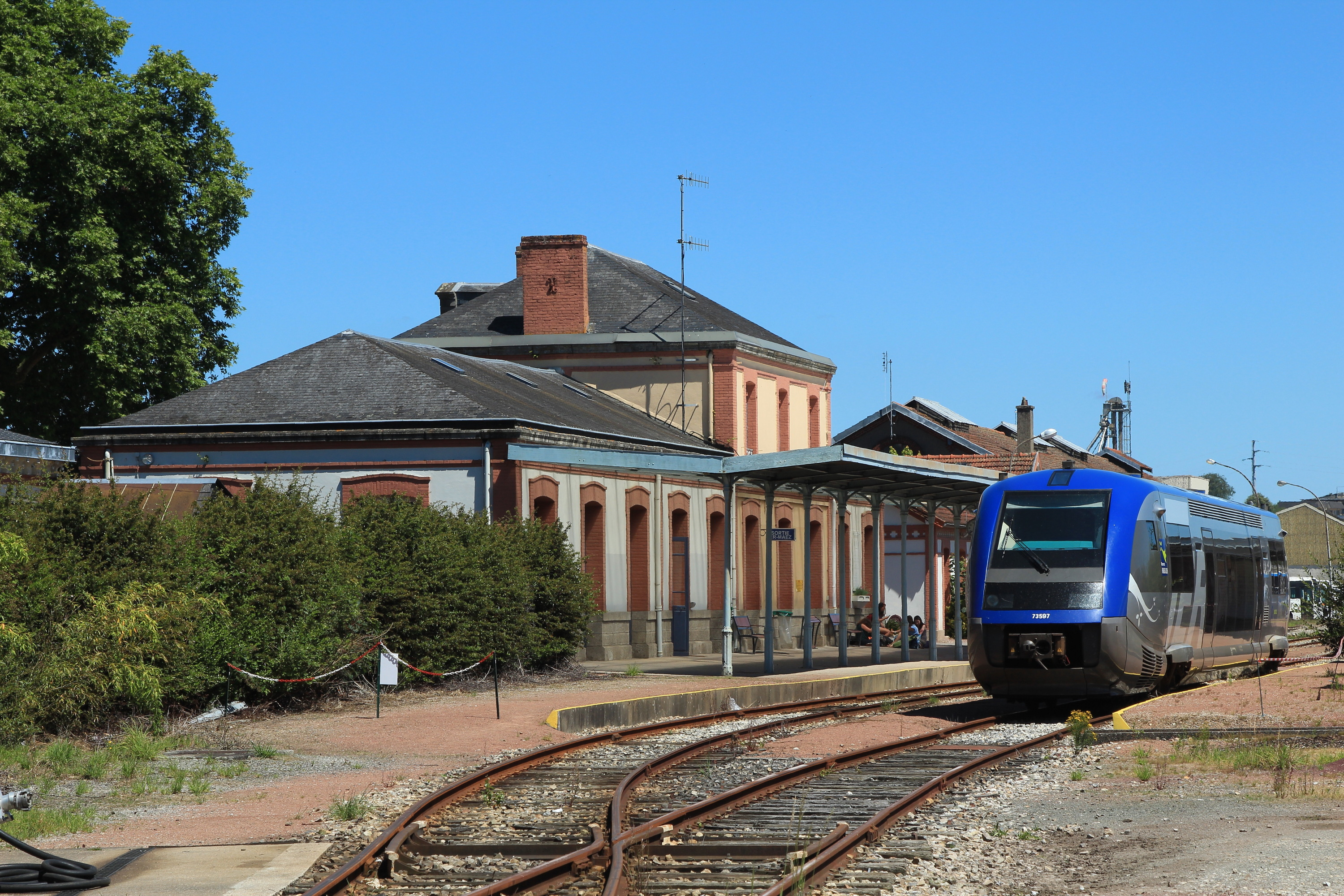
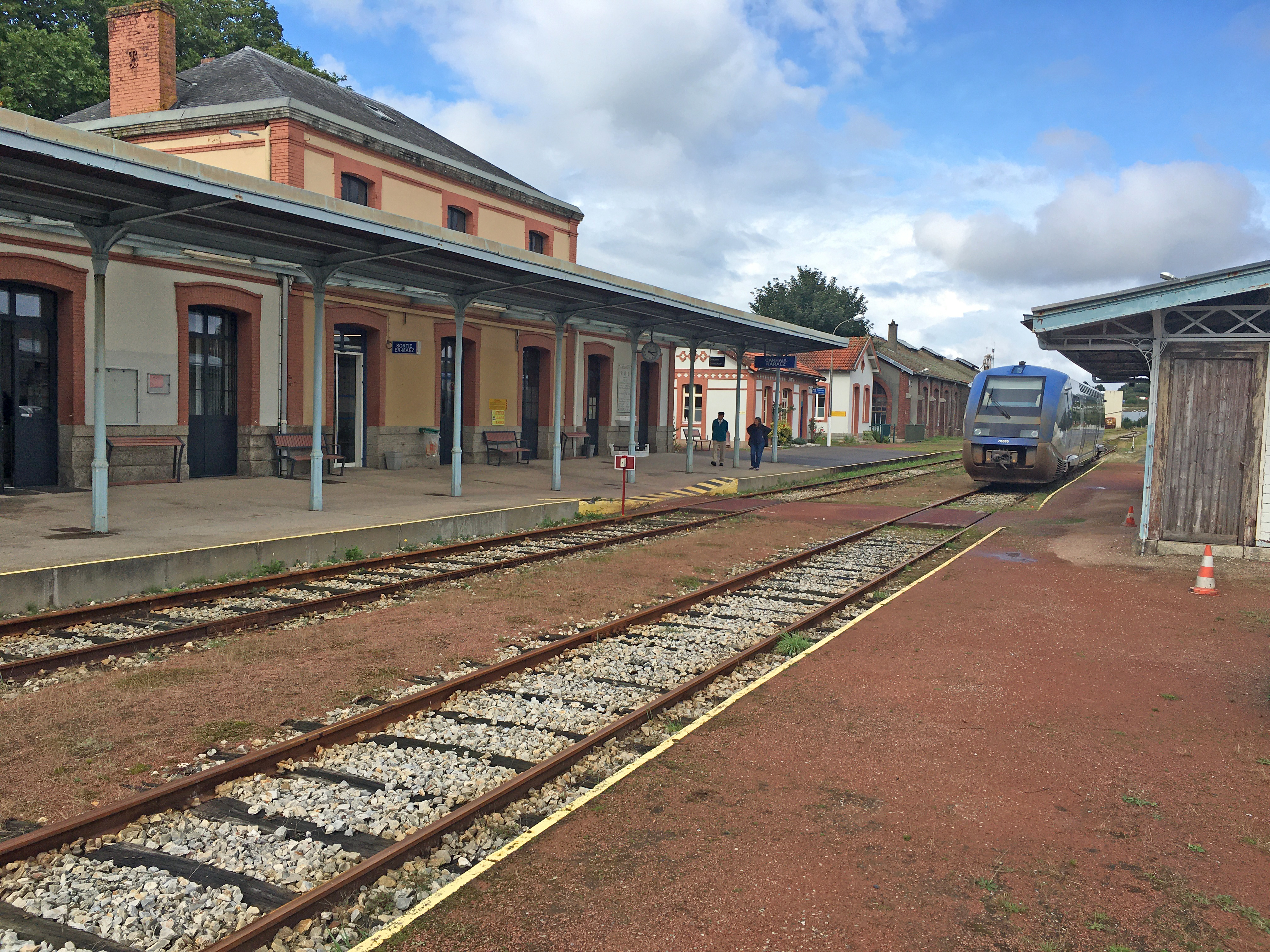
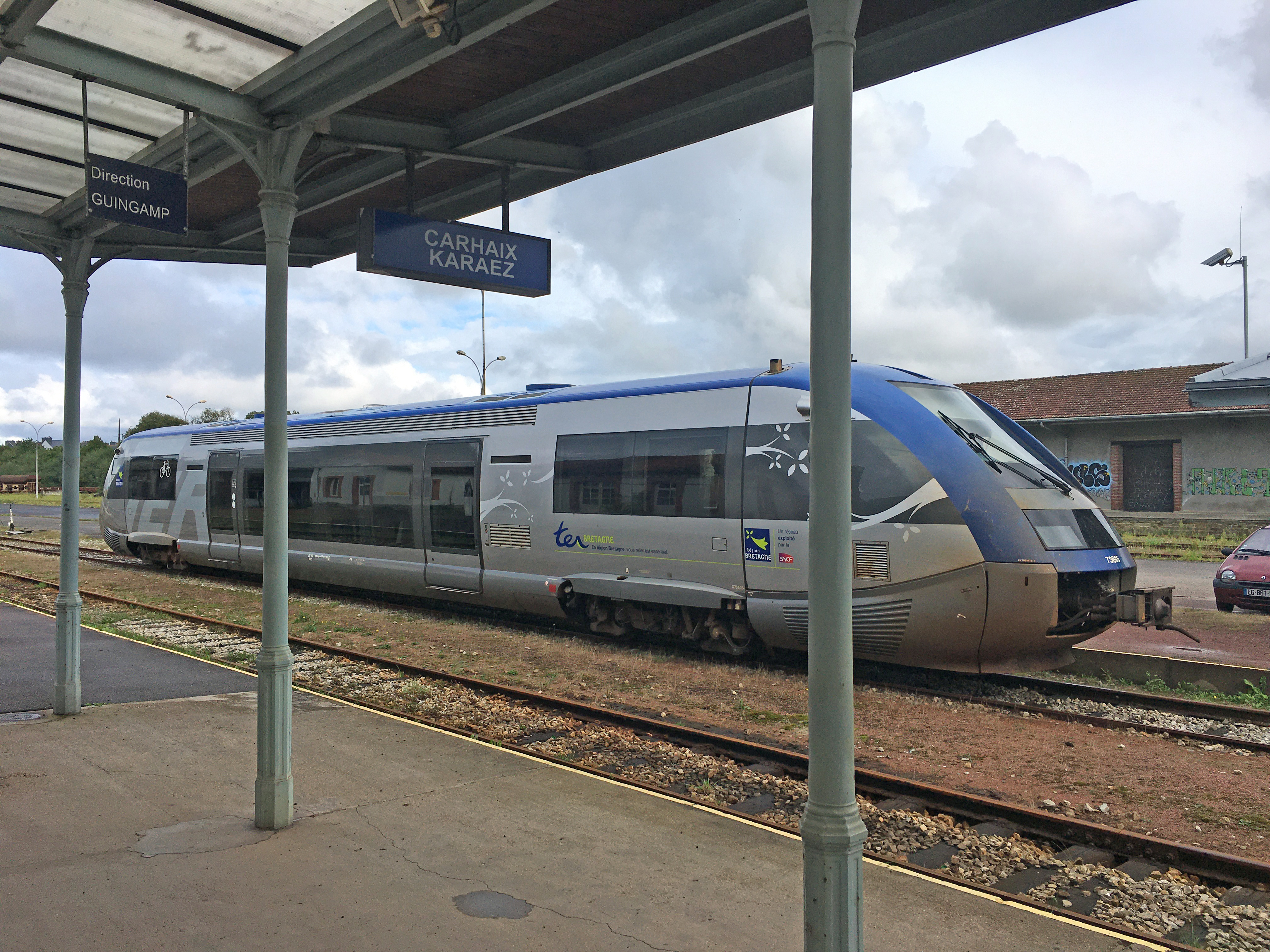

### Intermodalité
La gare est desservie par les lignes 15, 20, 935, 936, 961 et 962 du réseau régional BreizhGo.

## Les ateliers
La gare comportait également 6000m2 d'ateliers pour l'entretien et la maintenance du matériel. Ils employèrent 150 employés. Les ateliers ont fermé au mois de juillet 1991.

## Locomotive Piguet de type Mallet
Emblème du Réseau breton la locomotive Mallet E415, classée Monument historique, le 12 juillet 1985, est exposée sur la place de la gare.
Construite en 1913 par les Établissements Piguet, elle roule sur le Réseau Breton jusqu'à la fin du réseau en 1967. La ville de Carhaix l'achète aux enchères en 1986, elle est ensuite placée sur la place. Totalement restaurée en 2016 elle revient sur la place le 15 juin 2017. Pour la protéger des intempéries et la valoriser, un auvent de style Art Déco est installé en 2018.

Locomotive Mallet Carhaix
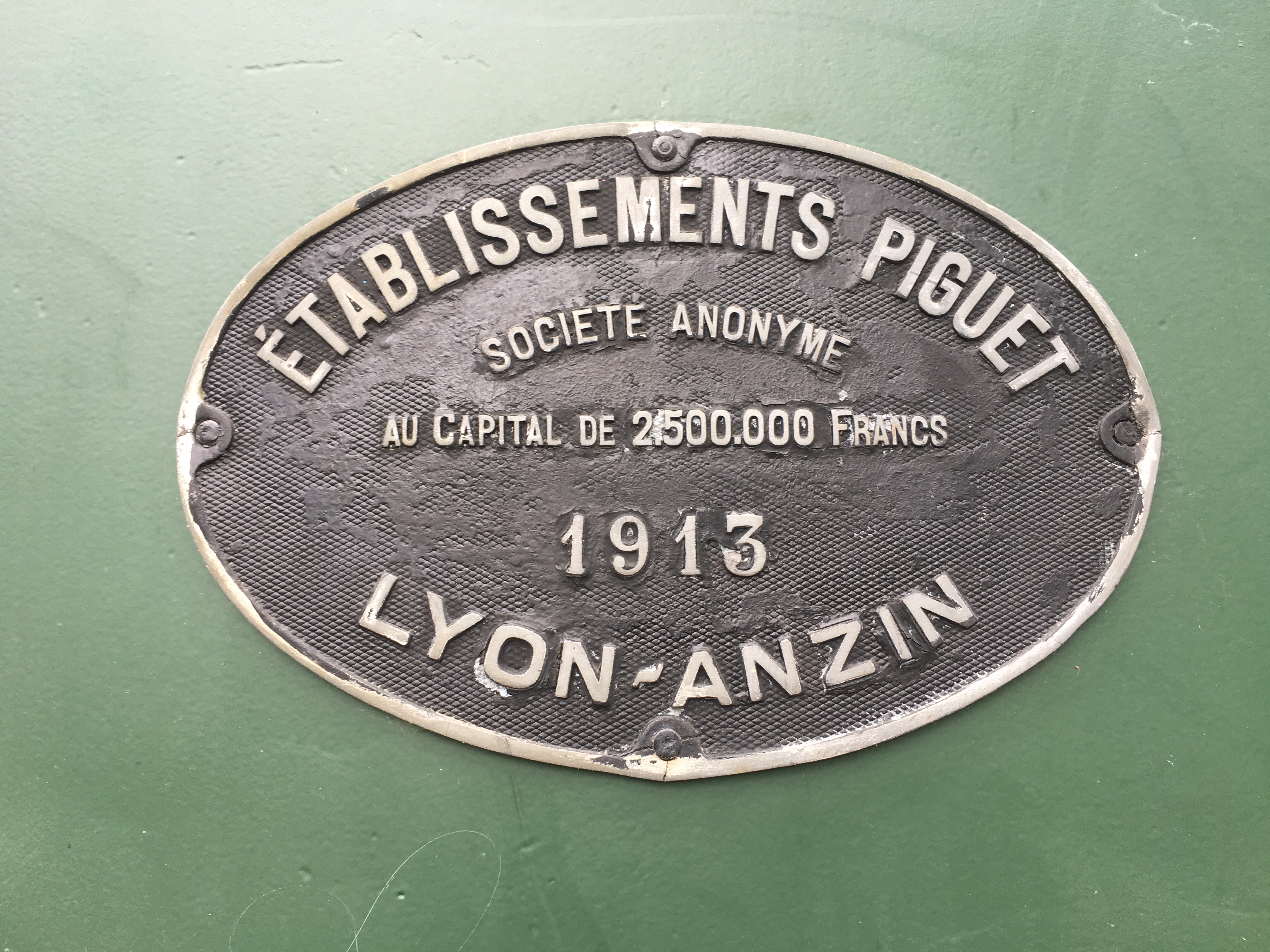
Plaque constructeur.
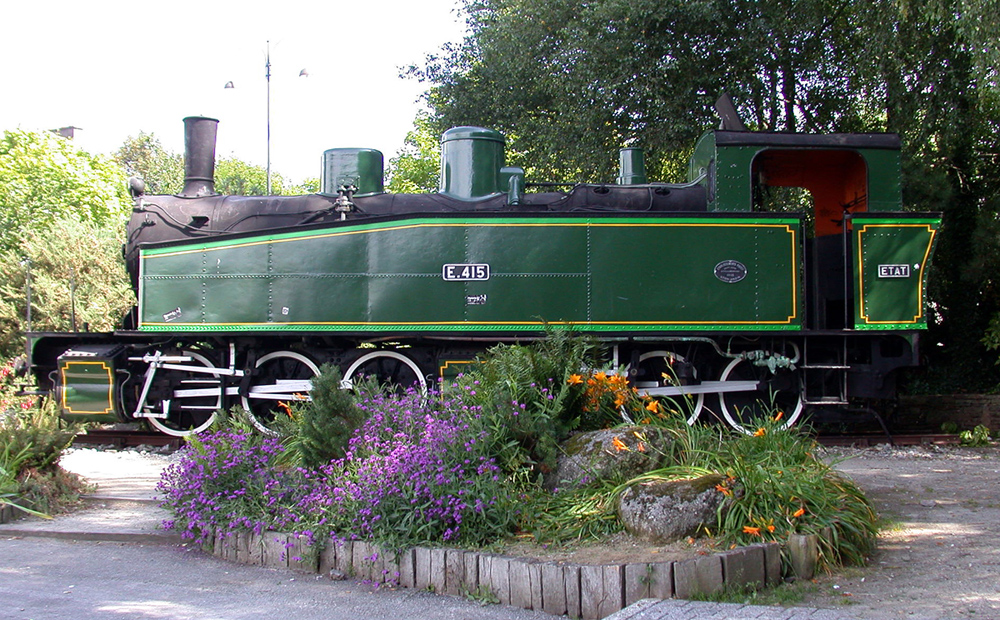
En 2004.
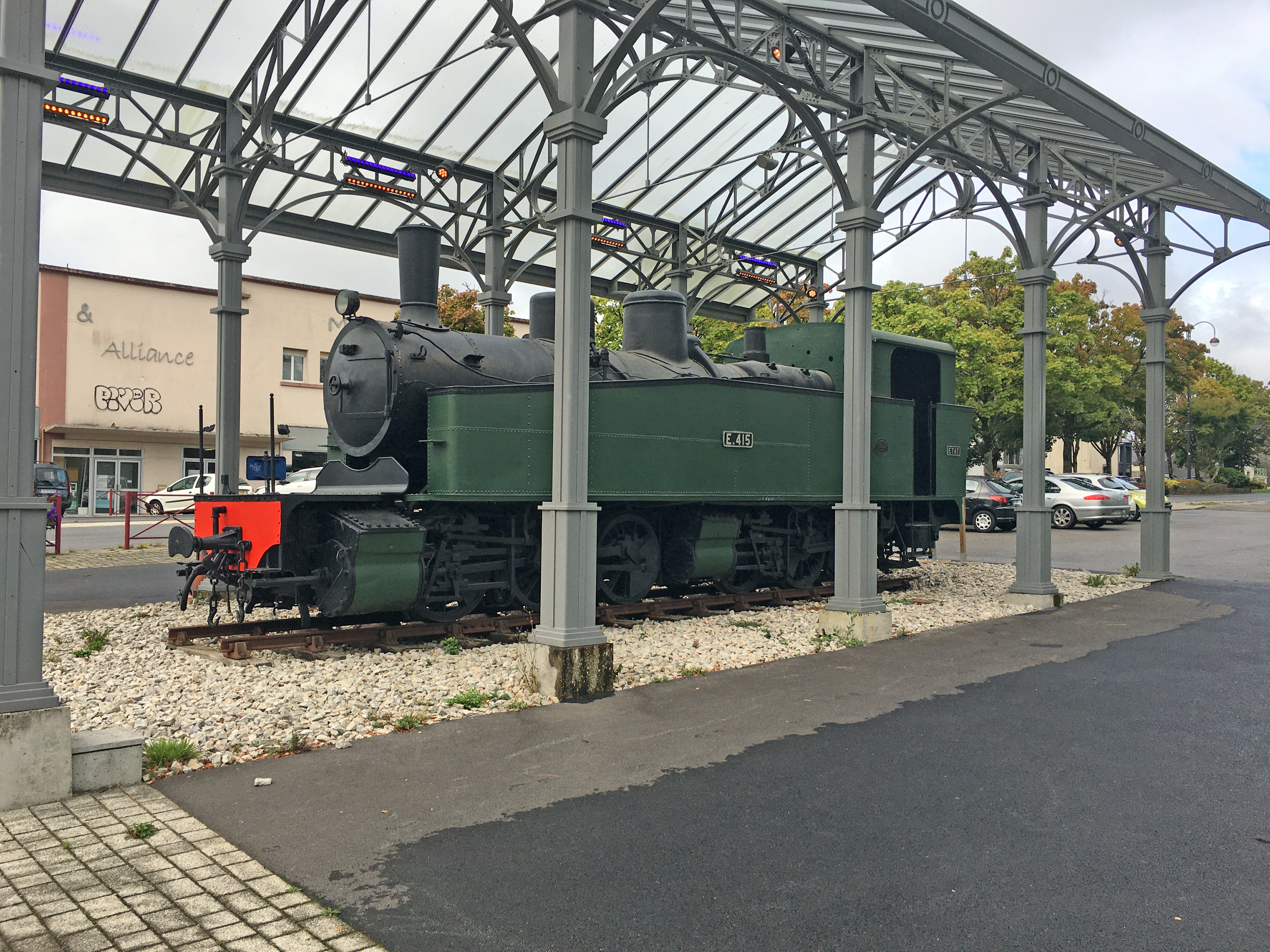
En 2021.